# 《牧神午後》序曲
《牧神午后》序曲（法语：Prélude à l'après-midi d'un faune） ，是克劳德·德彪西为管弦乐队所作的一首交响诗，作品号L.86，时长约10分钟。它创作于1894年，并于1894年12月22日在巴黎首演，由古斯塔夫·多雷 (Gustave Doret)指挥  ，长笛独奏由乔治·巴雷尔 (George Barrère) 完成。
该作品的灵感来自斯特凡·马拉梅（Stephane Mallarmé，1842-1898）的诗《牧神午后》 。它是德彪西最著名的作品之一，同时被认为是西方艺术音乐史上的转折点和印象派作曲的杰作。皮埃尔·布列兹认为这部乐谱是现代音乐的开端，并指出“牧神的笛子给音乐艺术带来了新的气息”。 
德彪西的这首作品后来为瓦斯拉夫·尼金斯基编排的芭蕾舞剧《牧神午后》（英语：Afternoon of a Faun）和杰罗姆·罗宾斯的后来版本提供了基础。

## 创作背景
德彪西本人这样评价他的这首作品：
《牧神午后》序曲非常自由地诠释了马拉美的优美诗篇。这不代表是它是原诗歌的综合，相反，我的音乐中有一连串的场景，传递了在炎热的午后牧神的欲望和梦想。他厌倦了追逐宁芙仙女和那伊阿得斯仙女的胆怯飞行，而屈服于令人陶醉的睡眠，在其中，他终于可以实现拥有普遍自然的梦想。 
不过，保罗·瓦莱里说到，最开始马拉美本人对他的诗被用作音乐的基础感到不满：
“他相信他自己的音乐就足够了，即使有世界上最好的意图，就诗歌而言，将诗歌和音乐并列是名副其实的犯罪，即使它是世界上最好的音乐。” 
然而，在参加德彪西邀请的首演后，马拉美写信给德彪西：“我刚刚听完音乐会，深受感动。太神奇了！你对《牧神午后》的插图与我的文字没有任何不和谐之处，但是确实，更进一步，进入怀旧和光明，以技巧，以感性，以丰富。我钦佩地与你握手，德彪西。你的，马拉美。”  

## 作曲

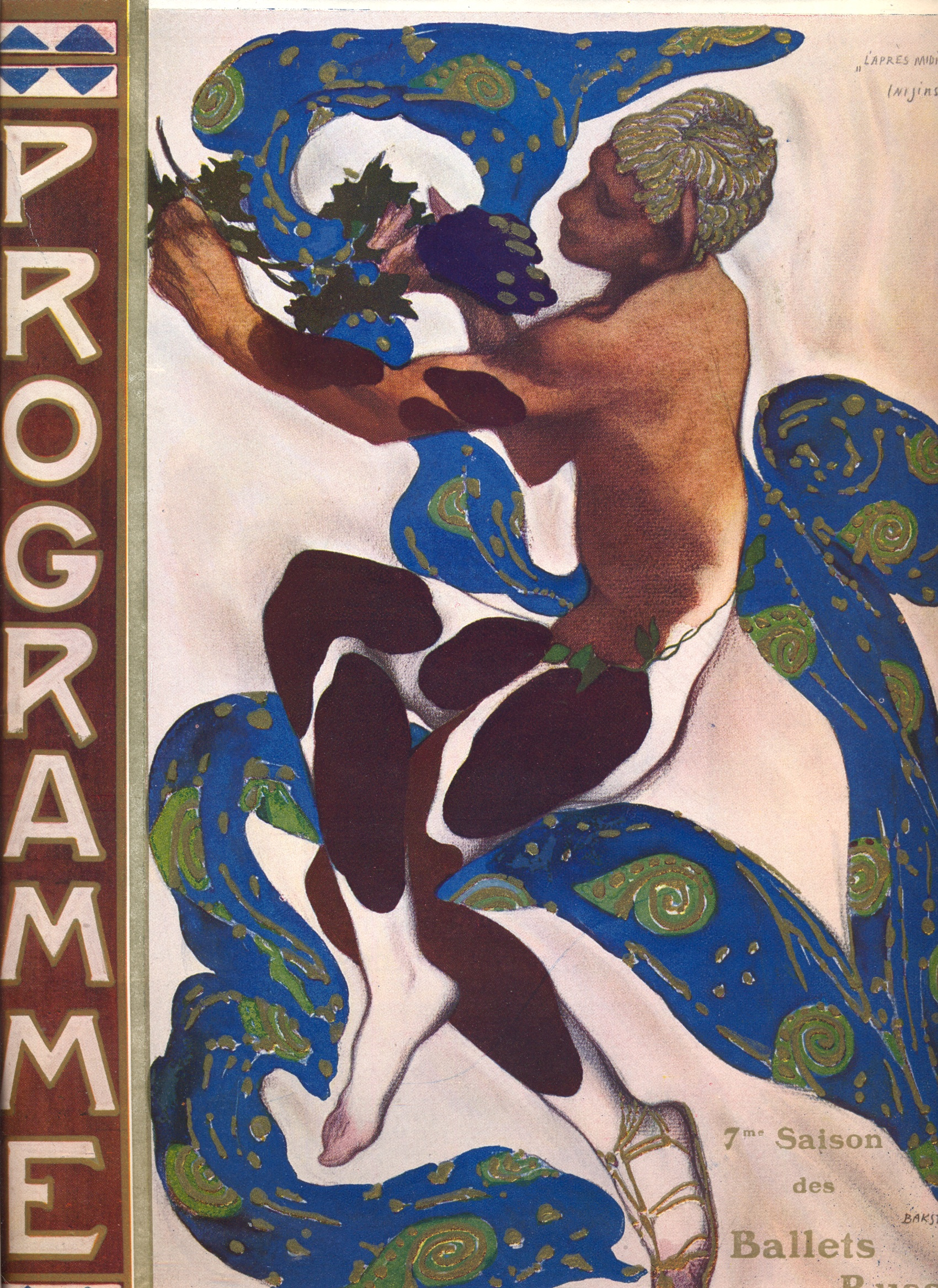
莱昂·巴克斯特 (Léon Bakst)为尼金斯基的芭蕾舞剧《牧神午后》绘制的插图，改编自德彪西的音乐

该作品的演奏需要三支长笛、两支双簧管、英国管（英语：Cor anglais或English horn，一种变体双簧管）、两支单簧管（A和B♭）、两支巴松管、四支圆号、两支竖琴、两支铙钹和弦乐器。

虽然人们很容易将这部作品称为交响诗，但这部作品中几乎没有音乐的一般意义。相反，缓慢而中介的旋律和分层的管弦乐整体上唤起了马拉美诗中的情欲。
[这首序曲] 是 [德彪西] 对马拉美的诗的音乐回应，其中一个牧神独自在树林里吹奏排笛，被路过的仙女和水仙唤起，追赶它们，但没有成功，然后疲倦地放弃他自己进入了充满幻象的睡眠。虽然被称为“序曲”，但这部作品仍然是完整的——唤起了整首诗的情感。 
德彪西原本打算创作第二乐章和第三乐章，分别是间奏曲和释义乐章，但他决定将他所有的音乐理念集中到一个乐章中。 
乍听之下，《牧神午后》序曲似乎是即兴创作，几乎是自由形式；然而，更仔细的观察将表明，该作品由复杂的音乐细胞组织组成，其主题是在管弦乐队成员之间精心开发和交换的。仔细分析这首曲子就会发现德彪西具有高度的作曲意识。
主要音乐主题由木管乐器引入，并由柔和的圆号、弦乐和竖琴伴奏，伴奏精致但和谐高级。德彪西作曲工具库中的反复出现的工具在这首作品中出现：扩展的全音音阶运行、和声流动性而无需在中心键之间进行冗长的调制，以及旋律和和声中的三全音。开场的长笛独奏包括半音阶下降到低于原始音高的三全音，然后随后上升。缓慢的主旋律的发展在
之间平稳过渡 
 , 
 和 
。德彪西使用复杂的发声和编曲，使主要旋律单元从长笛独奏转移到双簧管，再回到长笛独奏，然后到两支齐奏长笛（给旋律带来完全不同的氛围），然后到单簧管，等等。甚至连伴奏也探索了不同的声部：长笛二重奏在旋律单元中的渐强伴随着中提琴的连奏弦乐，中提琴在中音小提琴上承载着女高音部分（中提琴在高音区的音调尤其明显）。
主题
您的浏览器不支持播放音频。您可以下载音频文件。
模糊的和弦与递进
您的浏览器不支持播放音频。您可以下载音频文件。
主题
您的浏览器不支持播放音频。您可以下载音频文件。
主题——在半音和轮廓上与主旋律相似。使用以 m 为单位的全音阶。 32.
您的浏览器不支持播放音频。您可以下载音频文件。
主题——与主题相似的轮廓。
您的浏览器不支持播放音频。您可以下载音频文件。
次主题
您的浏览器不支持播放音频。您可以下载音频文件。
主题——通过组合先前两个旋律的片段而创建的新旋律想法。
您的浏览器不支持播放音频。您可以下载音频文件。
主题——与主主题相关。
您的浏览器不支持播放音频。您可以下载音频文件。
主旋律的最终半音和声
您的浏览器不支持播放音频。您可以下载音频文件。
该乐曲共有 110 个小节。如果把不完整的诗行算作一节的话，马拉美的文本加起来同样有110行。降 D 调的第二部分从第 55 小节开始，恰好是作品的一半。

## 芭蕾版本
1912年，这部作品被改编成芭蕾舞短剧，服装和布景由画家莱昂·巴克斯特设计，著名舞蹈家瓦斯拉夫·尼金斯基编舞和表演。事实证明，由于舞者的非传统动作以及牧神似乎在自慰的时刻，它引起了很大的争议。 
1958年，杰罗姆·罗宾斯创作的另一部芭蕾舞剧被许多剧团频繁演出。

## 文学扩展
在托马斯·曼的《魔山》中，暗示主人公汉斯·卡斯托普在留声机上听了德彪西的作品。在书中，《牧神午后》序曲是他最喜欢的唱片之一，让他梦见牧神在梦幻般的风景中吹奏笛子。

## 改编
1895年，德彪西亲自改编了这首曲子，并在两架钢琴上演奏。
其他改编版本包括：莫里斯·拉威尔的钢琴四手联弹版、古斯塔夫·萨马泽伊的长笛和钢琴版；蒂姆·穆勒曼为皮埃罗合奏团（长笛、单簧管、小提琴、大提琴和钢琴）创作的改编版 ；长笛改编版；迈克尔·韦伯斯特 (Michael Webster) 创作的单簧管和钢琴改编版；以及格雷姆·斯蒂尔·约翰逊 (Graeme Steele Johnson) 为拉威尔的《引言和快板》(长笛、单簧管、竖琴和弦乐四重奏) 而作的改编版（附加一个低音提琴）。俄罗斯钢琴家维亚切斯拉夫·格里亚兹诺夫将其改编成钢琴独奏。   Linos Piano Trio将这首曲子改编为钢琴三重奏，并将其收录在他们 2021 年的专辑《Stolen Music》中。 
阿诺德·勋伯格的学生本诺·萨克斯为勋伯格私人音乐表演协会于1920年10月27日举行的室内乐团重新编排了这部作品，乐器包括一架钢琴和一架风琴。

## 流行文化

### 电影
- 《牧神午后》这一主题在电影《珍妮的肖像》 （英语：Portrait of Jennie，1949）中占有突出地位，并被用作詹妮弗·琼斯饰演的空灵女主角的音乐主题。
- 《牧神午后序曲》是意大利导演兼动画师布鲁诺·博泽托 (Bruno Bozzetto) 的电影《Allegro Non Troppo》 (1977) 中的第一部动画片段。在保留德彪西音乐的同时，银幕上的故事却描绘了一位年老的农牧神徒劳地试图重获青春的故事。
- 电影《激情》 （2013）的高潮场景是主角观看芭蕾舞版本，有一个令人难忘的、长达数分钟的分屏，一侧是芭蕾舞，另一侧是电影动作。
- 在恐怖电影《离开华盛顿》（英语：Leaving DC，2012）中，主角将数码录音机放在窗台上，记录下他在与世隔绝的家外森林中听到的奇怪声音，然后就听到了这首歌。这首歌似乎每天晚上凌晨 3 点 11 分都会播放几秒钟，但每次都会听到长笛独奏的不同部分。

### 演讲
- 伦纳德·伯恩斯坦 (Leonard Bernstein) 的诺顿演讲《未解答的问题》（英语：The Unanswerable Question，1973）在第四部分末尾对这部作品进行了分析。伯恩斯坦证实了早先的说法，即这部作品广泛使用了三音程和全音阶，突破了调性的极限，从而奠定了未来20世纪的无调性作品的基础。 [15]

### 音乐
- 爵士音乐家Eumir Deodato重新编排了它并录制在他的专辑《Prelude》（1973）中。
- 富田功在他的专辑《Firebird》（1975）中演奏了合成器改编作品。
- 电子爵士乐队Koop在其专辑《Sons of Koop》中的作品“Glömd”（1997）中收录了序曲。

### 电视
- 《牧神午后》序曲的罐头音乐版本（由Charlotte Georg 编曲）出现在《The Ren & Stimpy Show》剧集的“Powdered Toast Man”中。

## 延伸阅读
- William W. Austin (编). . Norton Critical Scores. New York, London: W. W. Norton. 1970. ISBN 9780393021455.
- Hendrik Lücke: "Mallarmé – Debussy. Eine vergleichende Studie zur Kunstanschauung am Beispiel von L'Après-midi d'un Faune". (Studien zur Musikwissenschaft, vol. 4). Dr. Kovac, Hamburg 2005, ISBN 3-8300-1685-9.